# Leopold Bloom

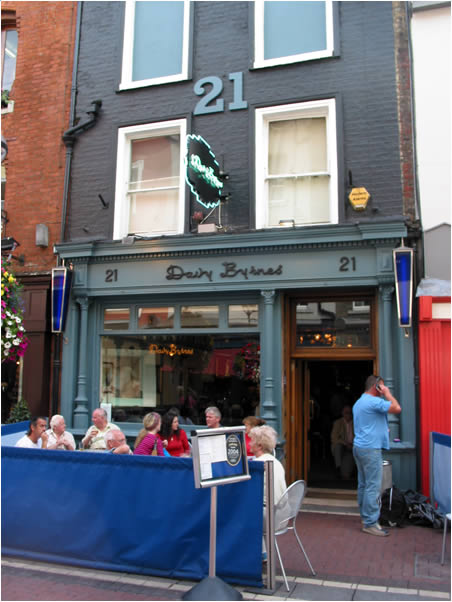
Davy Byrne’s Pub i Dublin där Bloom äter en smörgås med gorgonzola till ett glas vin.

Leopold Bloom är huvudpersonen i James Joyce roman Odysseus (engelska: Ulysses) från 1922. Han beskrivs som son till Rudolph Bloom och Ellen Bloom och är gift med Molly. Boken skildrar ett dygn i Blooms liv den 16 juni 1904, då han vandrar omkring i Dublin.
Förebilden till Bloom fann Joyce i Dublinmiljön, men när han skrev romanen i Trieste fick gestalten vissa drag av Ettore Schmitz, en affärsman där och romanförfattare under namnet Italo Svevo.